# American Locomotive Company
American Locomotive Company (сокращённо ALCo, ALco, иногда ALCO, в русском языке устоялось написание АЛКО) — американская локомотивостроительная компания. Некогда одна из крупнейших в мире, вместе с компаниями Baldwin и Lima входила в состав «Большой тройки». Изготавливала паровозы (среди которых знаменитые Big Boy и Challenger) и тепловозы (в том числе и на экспорт), а также автомобили и танк T14.

## История
Компания была образована в 1901 году путём слияния нескольких небольших компаний:
- Brooks Locomotive Works (г. Дункирк)
- Cooke Locomotive and Machine Works (г. Патерсон)
- Dickson Manufacturing Company (г. Скрентон)
- Manchester Locomotive Works (г. Манчестер)
- Pittsburgh Locomotive and Car Works (г. Питтсбург)
- Rhode Island Locomotive Works (г. Провиденс)
- Richmond Locomotive Works (г. Ричмонд)
- Schenectady Locomotive Works (г. Скенектади)

Главный офис компании был размещён в Скенектади (штат Нью-Йорк), а из главных заводов были оставлены только заводы в Скенектади и в Монреале.

## Выпускавшийся тяговый подвижной состав
Тепловозы RS-1, RS-2, RS-3, RS-11, RS-27, RS-32, RS-36, RSC-2, RSD-15.
Паровозы 2-6-1.